# Healdsburg
Healdsburg è una città della Sonoma County, California, Stati Uniti. Secondo il censimento del 2010 la città allora contava una popolazione di 11.254 abitanti.
Healdsburg è un centro commerciale della Sonoma County e una delle capitali del vino della California del Nord: tre delle più importanti zone di produzione infatti si incontrano ad Healdsburg  (la Russian River, Dry Creek, e la Alexander Valley AVAs).